# マックスペインシリーズ
マックスペインシリーズは、2001年のテレビゲーム『マックス・ペイン』を初作とするサードパーソン・シューティングゲームのシリーズ及び、それを原作とする映画作品を含めた総称。元ニューヨーク市警の刑事という経歴を持つマックス・ペインを主人公とする。制作はレメディー・エンターテインメントであったが、テイクツー・インタラクティブにIPが売却され、2012年の『マックス・ペイン3』はロックスター・ゲームスが制作した。脚本はレメディー時代はサム・レイク、ロックスター時代はダン・ハウザーが主に担当した。
香港アクション映画、特にジョン・ウーの映画作品に大きく影響を受けた本作は、戦闘システムに「バレットタイム」を用いた初期の1作であり、本シリーズの特徴として挙げられる。戦闘システムと共に、第1、2作では、ネオ・ノワール調のストーリーやグラフィックノベル風に演出された幕間劇が批評家に高く評価された。しかし、第2作目は売上は芳しくなかった。2011年時点においてシリーズ累計750万本の売上があった。2008年には20世紀フォックスにより、映画『マックス・ペイン』が制作され、批評家からは否定的な評価であったが、商業的には成功した。
2022年4月、レメディー・エンターテインメントより、初作『マックス・ペイン』と第2作『マックス・ペイン2』のリメイク版が開発中であることが発表されている。また同年6月には、20世紀スタジオより、映画についてもリブート作が制作中であることが発表された。

## ゲーム
| ゲーム名          | Metacritic                          |
| ----------------- | ----------------------------------- |
| マックス・ペイン  | (GBA) 78 (PC) 89 (PS2) 80 (Xbox) 89 |
| マックス・ペイン2 | (PC) 86 (PS2) 73 (Xbox) 84          |
| マックス・ペイン3 | (PC) 87 (PS3) 87 (X360) 86          |

### マックス・ペイン
元ニューヨーク市警の刑事であるマックス・ペインは、3年前に妻娘を新型ドラッグ「ヴァルキア」の中毒者に殺されたことで、謎多きドラッグの正体を知るため麻薬取締局（DEA）の覆面捜査官になったという経歴を持っていた。ヴァルキア流通の元締めであるマフィアに潜入していたマックスであったが、同僚刑事殺しの濡れ衣を着せられ、逃亡者の身となる。そして大手製薬会社、組織犯罪、秘密結社、米軍などが関与する大規模かつ複雑な陰謀に巻き込まれていく。

### マックス・ペイン2
前作から2年後。ニューヨーク市警の刑事に復帰したマックスは、とある銃撃事件の捜査中に、2年前の出来事で死んだと思われていた女暗殺者のモナ・サックスと不意の再会をする。マックスとモナは「クリーナー」と呼ばれる殺し屋集団に命を狙われ、マックスは対応を迫られる。再び死と裏切りの陰謀に巻き込まれる中で、警察を裏切ってモナを助けるかの選択を迫られる。

### マックス・ペイン3
前作から9年後。これまでの出来事によって警察を辞め、人生の落伍者となっていたマックスは、旧友の紹介でブラジルの不動産王の専属ボディガードとなり、人生をやり直そうとしていた。ところが身代金を目的とした地元ギャングによって夫人が目の前で誘拐されてしまう。その対処の中で悪名高き地元私兵団の介入を受け、さらに大きな陰謀に巻き込まれていく。

## 映画
2003年初頭に20世紀フォックスが本シリーズの映画化権を獲得したことが確認された。
映画『マックス・ペイン (映画)』は2008年10月17日に公開され、ジョン・ムーアが監督を務めた。制作はカナダ・オンタリオ州トロントのCollision EntertainmentとFirm Filmsで行われた。
主要登場人物であるマックス・ペインとマナ・サックスをそれぞれマーク・ウォールバーグとミラ・クニスが演じた。
また、それ以外にボー・ブリッジス、オルガ・キュリレンコ、クリス・ブリッジス、アマウリー・ノラスコ、クリス・オドネル、ドナル・ローグらが出演している。
公開前の2008年7月10日にはマリリン・マンソンの曲「If I Was Your Vampire」のインストゥルメンタルバージョンを使用したティーザー予告編が公開された。
アメリカ国内ではPG-13指定で公開され、公開初週の週末興行収入は1800万ドルで1位となったが、批評家意見は否定的であり、Rotten Tomatoesでは129件のレビューに基づき、肯定率は16％であった。